# Шенкельберг
Шенкельберг (нім. Schenkelberg) — громада в Німеччині, розташована в землі Рейнланд-Пфальц. Входить до складу району Вестервальд. Складова частина об'єднання громад Зельтерс (Вестервальд).
Площа — 3,52 км2. Населення становить 666 ос. (станом на 31 грудня 2020).

## Галерея

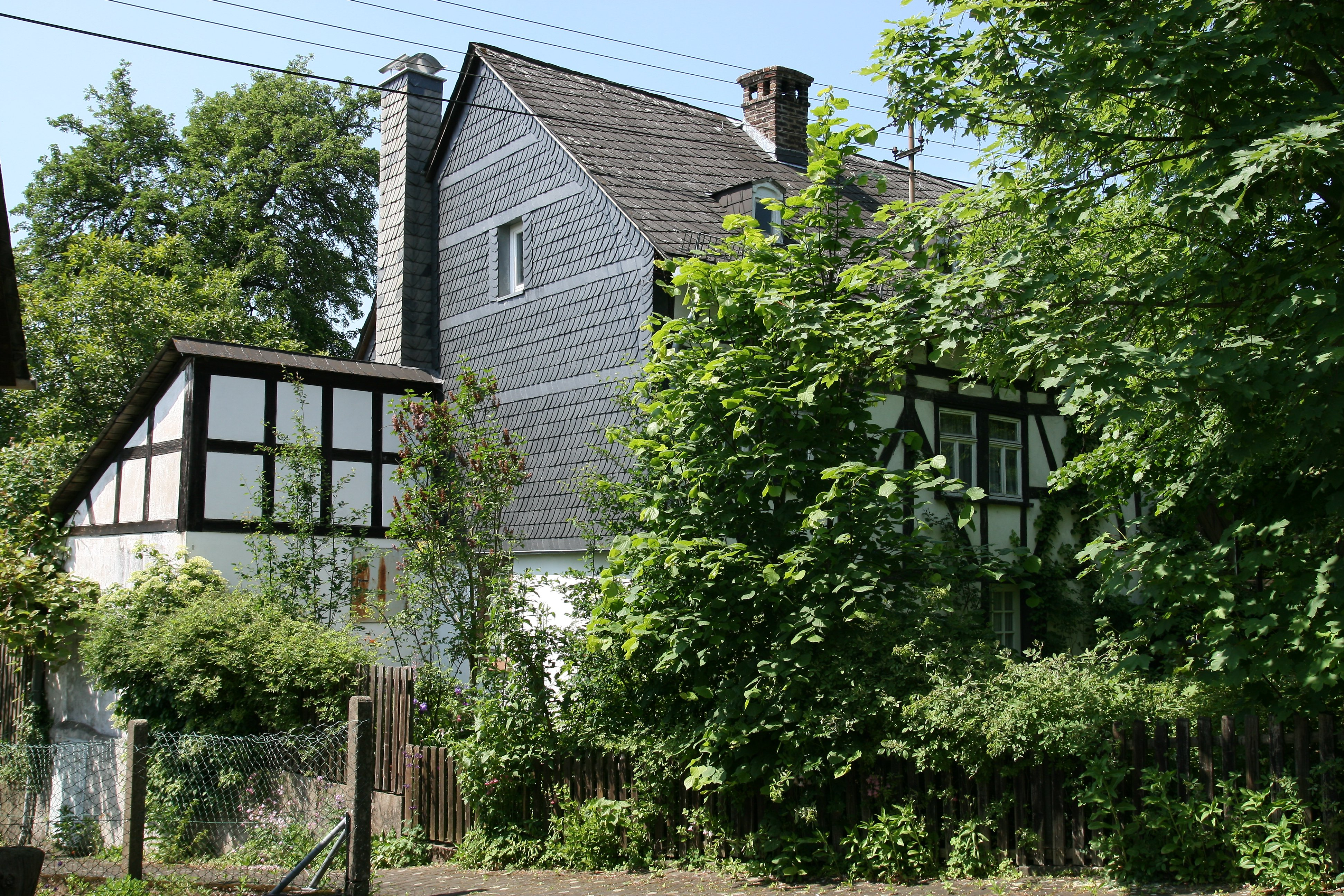
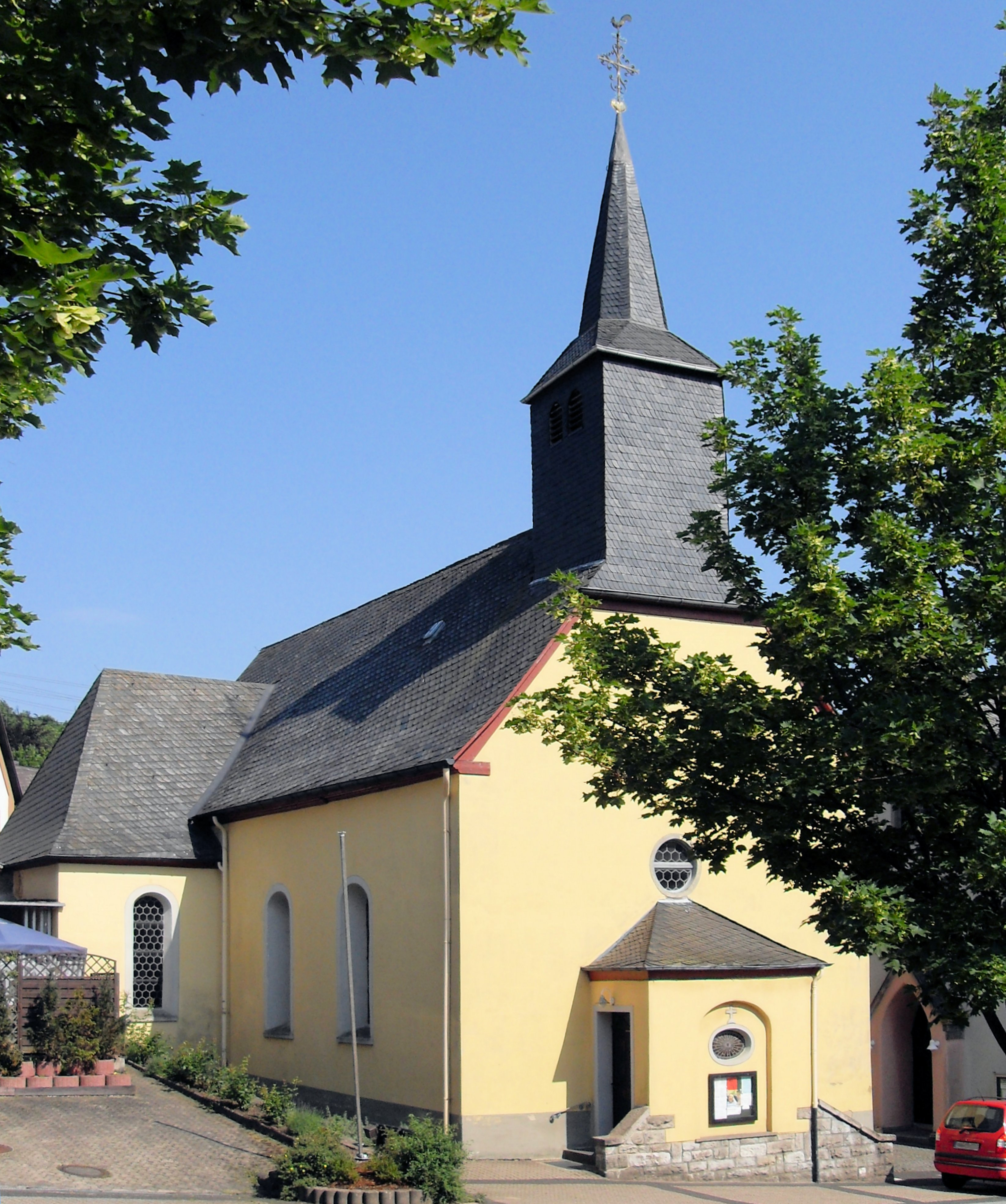